# Ashley (Illinois)
Ashley – miasto w Stanach Zjednoczonych, w stanie Illinois, w hrabstwie Washington.